# Stenoporpia pampinaria
Stenoporpia pampinaria är en fjärilsart som beskrevs av Barnes och Mcdunnough 1912. Stenoporpia pampinaria ingår i släktet Stenoporpia och familjen mätare. Inga underarter finns listade i Catalogue of Life.